# Libanon az 1988. évi téli olimpiai játékokon
Libanon a kanadai Calgaryban megrendezett 1988. évi téli olimpiai játékok egyik részt vevő nemzete volt. Az országot az olimpián 1 sportágban 4 sportoló képviselte, akik érmet nem szereztek.

## Alpesisí
Férfi
| Versenyző         | Versenyszám            | 1. futam      | 1. futam      | 2. futam | 2. futam | Összesítés | Összesítés |
| Versenyző         | Versenyszám            | Idő           | Hely.         | Idő      | Hely.    | Idő        | Helyezés   |
| ----------------- | ---------------------- | ------------- | ------------- | -------- | -------- | ---------- | ---------- |
| Eljász Mazsdaláni | Műlesiklás             | nem ért célba | nem ért célba | kiesett  | kiesett  | kiesett    | kiesett    |
| Eljász Mazsdaláni | Óriás-műlesiklás       | 1:10,95       | 43.           | 1:08,63  | 39.      | 2:19,58    | 38.        |
| Eljász Mazsdaláni | Szuperóriás-műlesiklás |               |               |          |          | 1:47,58    | 32.        |
| Karím Szabbág     | Műlesiklás             | 1:16,52       | 50.           | 1:10,15  | 41.      | 2:26,67    | 40.        |
| Karím Szabbág     | Óriás-műlesiklás       | kizárták      | kizárták      | kiesett  | kiesett  | kiesett    | kiesett    |
| Tóni Szaláme      | Műlesiklás             | 1:12,74       | 47.           | 1:04,23  | 33.      | 2:16,97    | 34.        |
| Tóni Szaláme      | Óriás-műlesiklás       | kizárták      | kizárták      | kiesett  | kiesett  | kiesett    | kiesett    |
| Pijerr Szukkar    | Műlesiklás             | kizárták      | kizárták      | kiesett  | kiesett  | kiesett    | kiesett    |
| Pijerr Szukkar    | Óriás-műlesiklás       | kizárták      | kizárták      | kiesett  | kiesett  | kiesett    | kiesett    |